# Parafia Najświętszego Serca Pana Jezusa w Klemensowie
Parafia Najświętszego Serca Pana Jezusa w Klemensowie – parafia należąca do dekanatu Szczebrzeszyn diecezji zamojsko-lubaczowskiej. Została utworzona w 1974. 
Kościół parafialny trzynawowy w budowie od 1997.
Do parafii należą wierni z następujących miejscowości: Bodaczów, Deszkowice Drugie, Klemensów-Osiedle, Michalów-Osiedle, Michalów-Park, Niedzieliska-Kolonia.

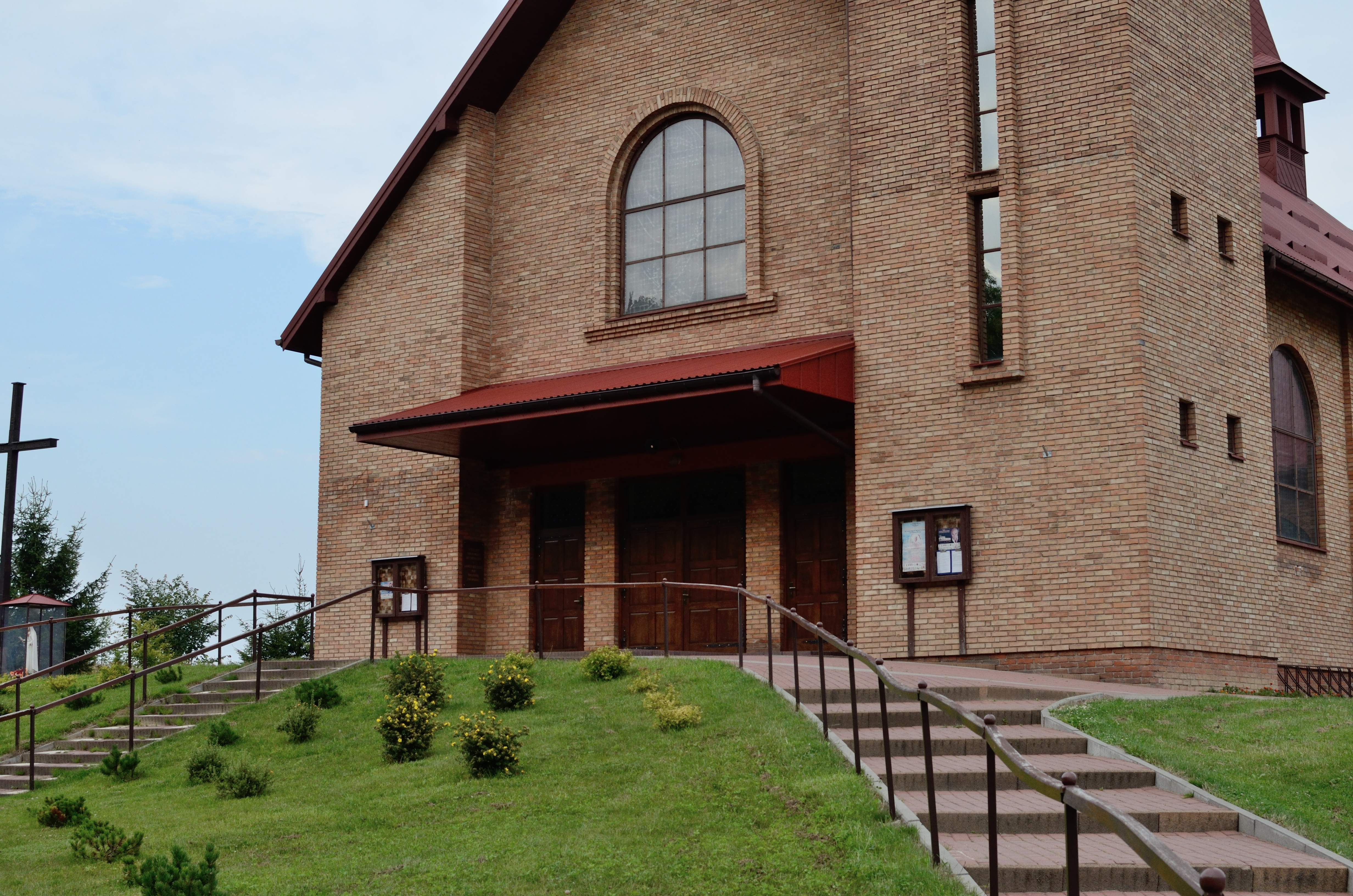
Wejście
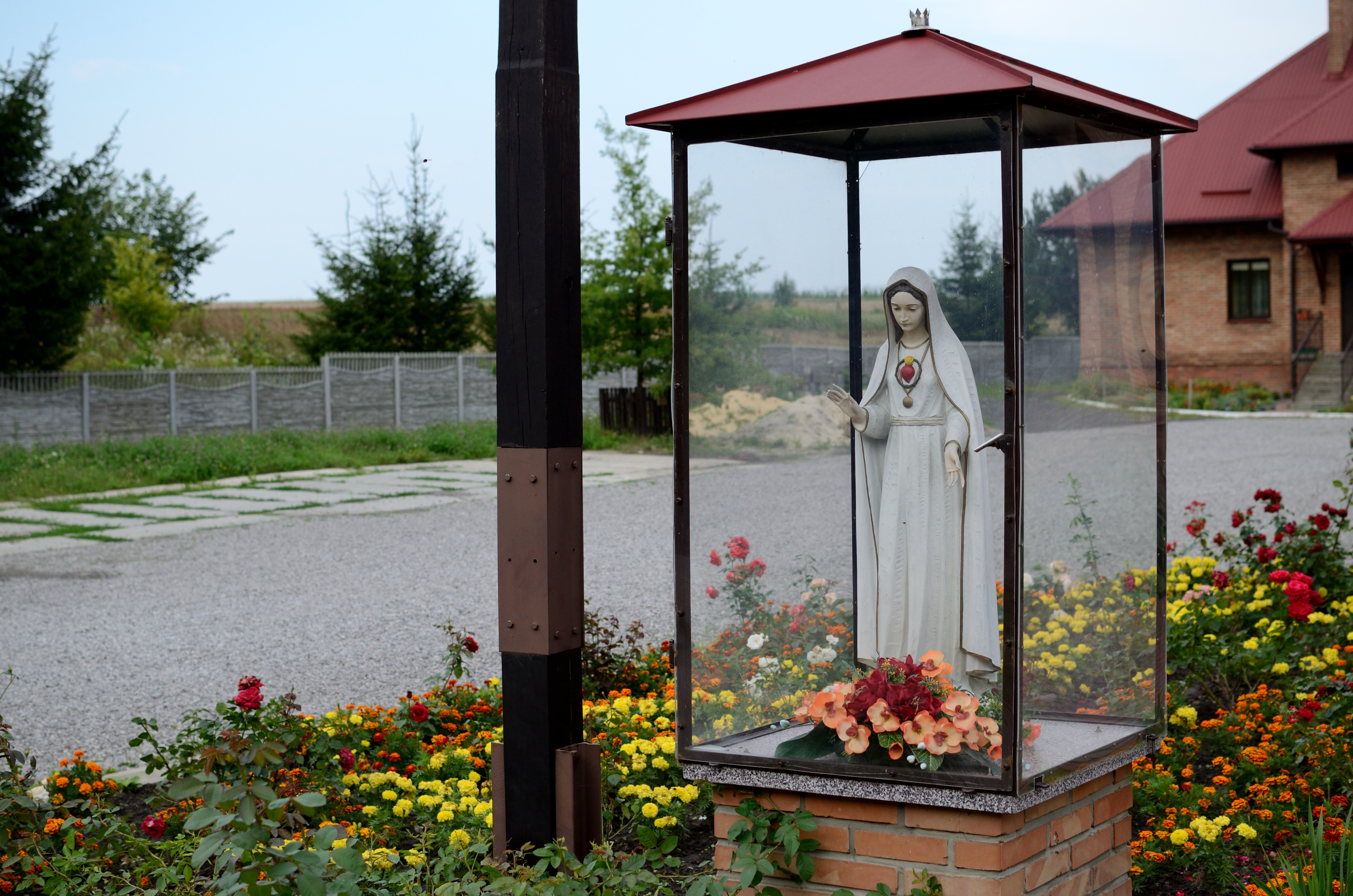
Figurka